# Merope (estrella)
Merope o Mérope (23 Tauri / HD 23480 / HR 1156) es el nombre de una de las estrellas del cúmulo abierto de las Pléyades en la constelación de Tauro. Con magnitud aparente +4,14 es la quinta estrella más brillante del cúmulo y se encuentra a 440 años luz de distancia del sistema solar.
Mérope es el nombre de la séptima de las Pléyades, hijas del titán Atlas y de la oceánide Pléyone.

## Características físicas
Merope es una estrella subgigante blanco-azulada de tipo espectral B6IVe con una temperatura de 14 000 K. Su luminosidad equivale a 630 soles y su radio es de 4,3 radios solares. Como la mayor parte de las estrellas de las Pléyades, su velocidad de rotación es muy alta, como mínimo 280 km/s —140 veces la del Sol—, completando un giro en solo 18 horas. Como consecuencia de ello, alrededor de la estrella existe un disco de gas que emite radiación, siendo Merope, al igual que otras estrellas del cúmulo, una estrella Be. Aunque el disco es más fino que el de Pléyone (28 Tauri), este es lo suficientemente denso y caliente como para generar rayos X.
Merope es una estrella variable Beta Cephei, con pequeños cambios de brillo del orden de 0,01 magnitudes. Recibe la denominación, como variable, de V971 Tauri.

## NGC 1435
En torno a Merope se encuentra una nebulosa de reflexión, llamada NGC 1435 o nebulosa Merope. Es parte de una nebulosa que el cúmulo de las Pléyades está atravesando y que presenta el área más brillante alrededor de Merope. Aunque en un principio se pensó que era el resto de la nube a partir de la cual se formaron las Pléyades, actualmente se cree que el encuentro con la nebulosa es casual.